# Mordellistena maculaticeps maculaticeps
Mordellistena maculaticeps maculaticeps es una subespecie de coleóptero de la familia Mordellidae.

## Distribución geográfica
Habita en la República Democrática del Congo.